# Guaire Aidne mac Colmáin
Guaire Aidne mac Colmáin (m. 663) fue un rey de Connacht, miembro de los Ui Fiachrach Aidhne e hijo de rey Colmán mac Cobthaig (m. 622). Guaire gobernó durante el cénit del poder de los Ui Fiachrach Aidne en el sur de Connacht.

## Comienzos del reinado

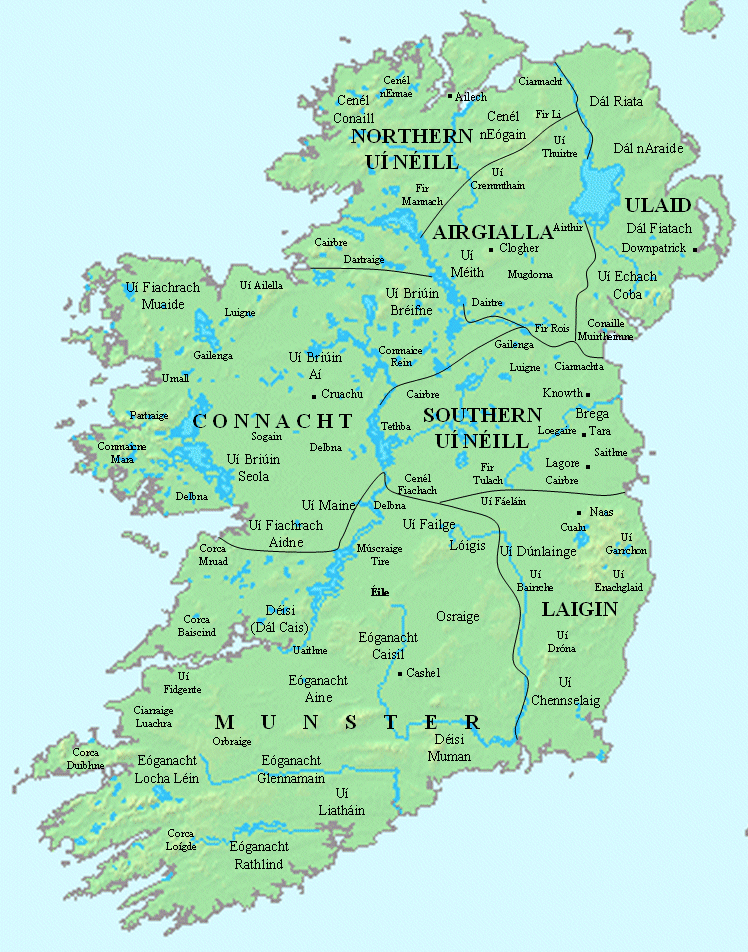
Antiguos Reinos y pueblos de Irlanda, c.800

Guaire parece haber sucedido a su padre como rey de Ui Fiachrach Aidhne en 622. En 629 tuvo lugar la Batalla de Carn Feradaig (Carhernarry, Condado de Limerick), donde sufrió una grave derrota a manos del rey de Munster Faílbe Flann mac Áedo Duib (m. 639). Su aliado Conall mac Máele Dúib de Ui Maine murió. Según Keating, el motivo de Guaire para esta campaña era recuperar la región de Thomond. El Profesor Byrne cree que esta derrota marcó la auténtica expansión de los Déisi Tuisceart a Thomond. También afirma que esta derrota pudo haber preparado el camino para que Rogallach mac Uatach (m. 649) se hiciera con la hegemonía en Connacht.

## Carn Conaill
El siguiente acontecimiento de Guaire recordado en los anales es la Batalla de Carn Conaill (en su tierra natal cerca de Gort) en 649. En esta batalla fue puesto en fuga por el rey supremo Diarmait mac Áedo Sláine (m. 665) de Brega. Diarmait había iniciado las hostilidades y la saga Cath Cairnd Chonaill da muchos detalles de este asunto. Diarmait obtuvo el apoyo de Clonmacnoise y rechazó la petición de tregua de Cummian (Cumméne Fota) (m. 662), abad de Clonfert; quién había sido enviado por Guaire. También Caimmín, abad de Inis Celtra, maldijo a Guaire antes de la batalla. Sin embargo, Guaire fue capaz de convertir su derrota en una victoria moral cuando al someterse a Diarmait, lo superó por su generosidad con los pobres. Diarmait le concedió un tratado de paz y amistad.
También según la saga, los aliados posteriores de Guaire en Munster murieron en combate: el rey de Munster Cúán mac Amalgado (m. 641) (llamado Cúán mac Éndai en la saga); Cúán mac Conaill, rey del Uí Fidgenti; y Tolomnach, rey del Uí Liatháin. Byrne, sin embargo, no cree que esto sea probable, basándose en la fecha de la muerte de Cúán mac Amalgado en los anales y en lo improbable de que los Uí Liathain se implicaran en un conflicto lejos de su territorio del sur de Munster. Los Anales de Ulster y los Anales de Innisfallen no menciona la conexión con Munster, pero la tradición de la saga se preserva en los Anales de  Tigernach. La interacción con los Ui Fidgenti aparece en el poema del siglo VIII El Lamento de Créide, un poema escrito sobre el lamento de su hija por un joven hombre de Ui Fidgenti.

## Guaire en las sagas irlandesas

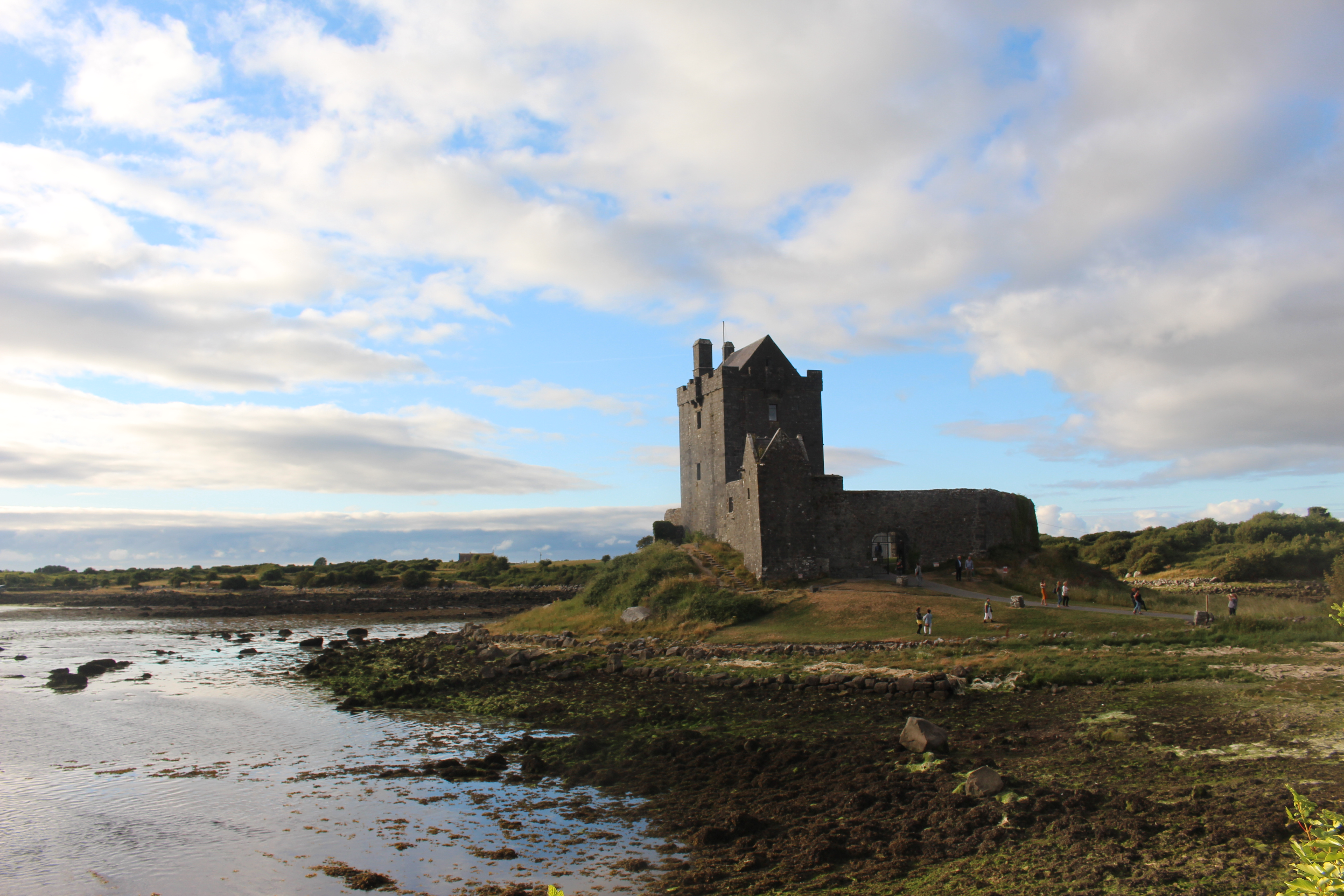
Castillo de Dunguaire, construido en la ubicación de la residencia original de Guaire.

Se cuentan anécdotas sobre sus relaciones con santos tales como Cumméne Fota de Clonfert, Caimmín de Inis Celtra, y Colmán mac Duach de Kilmacduagh. También se le asocia con la iglesia de Tuam Gréine (Tuamgraney) y fue antepasado de dos de sus abades en el siglo VIII. Parece haber patrocinado la expansión de santos de Munster occidental a lo largo del Shannon. Por esta razón, Byrne cree que su influencia debe haber alcanzado partes de Munster incluyendo el señorío sobre las tribus de Corco Mruad y Corco Baiscind en Thomond y propiedades reales en el territorio posterior de los Dál gCais.
En la saga Scéla Cano meic Gartnáin (La Historia de Cano mac Gartnain) el príncipe exiliado de Dalriada va a vivir a su corte una temporada, donde la hija de Guaire, Créide, se enamora de él. Creide, sin embargo, se casó con Marcán mac Tommáin (m. 653) rey del Ui Maine. Según el viejo relato titulado Tromdámh Guaire (La Pesada Compañía de Guaire) o Imtheacht na Tromdhaimhe (Los procedimientos de la Gran Institución de los Bardos). Guaire recibió la visita del Ollam Principal de Irlanda, Senchán Torpéist que estaba acompañado por otros ciento cincuenta poetas, ciento cincuenta alumnos "con el número correspondiente de sirvientas, perros, etc".

## Años posteriores y legado
Guaire es citado después de su hermano Loingsech mac Colmáin (m, 655) en las listas de reyes. Es posible que su derrota en Carn Conaill causara una abdicación provisional y su entrada en la vida religiosa. A la muerte de Loingsech en 655, Guaire entonces se convirtió en rey supremo de Connacht gobernando hasta su muerte en 663. Fue enterrado en Clonmacnoise.
En los siglos siguientes los Ui Fiachrach fueron superados por los Uí Briúin, que serían los reyes de Connacht a partir de entonces. Al sur, en lo que ahora es el Condado de Clare, los Déisi Tuisceartanexionarían permanentemente Thomond a Munster en el siglo VIII.

## Hijos y descendientes
Los hijos conocidos de Guaire fueron Cellach mac Guairi (m. 666); Artgal mac Guairi; y Muirchertach Nár mac Guairi (m. 668), este último rey de Connacht. Guaire es el antepasado de las familias Ó Cléirigh, O'Shaughnessy, Colton, Mac Kilkelly, Hynes, O'Dowd, y otros. Entre los descendientes de Guaire se incluyen:
- Mayor General William O'Shaughnessy, 1673–1744
- Mícheál Ó Cléirigh, c. 1590–1643, compilador principal de los Anales de los Cuatro Maestros
- William Brooke O'Shaughnessy, 1808–1880, toxicólogo y farmacéutico
- Margaret Heckler, nacida en 1931, EE. UU. política Republicano de Massachusetts
- Thomas Shaughnessy, I Barón Shaughnessy, 1853–1923, Presidente de la Canadian Pacific Railway
- John O'Heyne, fl. 1706, Historiador Dominico

## Referencia en Literatura
- Es incluido en el poema de William Butler Yeats titulado Los Tres Mendigos
- Una historia de Guaire y sus descendientes se da en Los Hynes de Irlanda y es complementada en  Los O'Shaughnessys, ambos libros de James Patrick Hynes y publicados por Appin Press (Countyvise Ltd), Birkenhead, Reino Unido.